# Communauté de communes du Pays de Châteaulin et du Porzay
La communauté de communes de Pleyben-Châteaulin-Porzay (CCPCP), communauté de communes française,est située dans le département du Finistère, en région Bretagne.
- La Communauté de communes de Pleyben Châteaulin Porzay est issue de la fusion des 2 Communautés de la Région de Pleyben et du Pays de Châteaulin et du Porzay, au 1er janvier 2017.
- L’Assemblée, élue en juillet 2020, rassemble 44 conseillers communautaires issus des 17 communes. L’exécutif est constitué d’1 Présidente et de 9 Vice-Président(e)s Le Bureau communautaire réunit les 17 maires de l’intercommunalité.

## Les compétences de la CCPCP
▪ Blocs de compétences obligatoires :
-Aménagement de l’espace, SCoT, PLUi, cartes communales ; 
-Actions de développement économique, commercial & touristique ; 
-Gestion des milieux aquatiques et prévention des inondations (GEMAPI) ; 
-Collecte et traitement des déchets ménagers et assimilés ;
-Aménagement, entretien et gestion d’une aire d’accueil des gens du voyage ;
-Eau potable (2020) ; Assainissement (en 2020) ; PCAET (en cours).

▪ Blocs de compétences supplémentaires et facultatives :
-Protection et mise en valeur de l’environnement ; 
-Politique du logement et du cadre de vie ;
-Création, aménagement et entretien de la voirie intercommunale ; 
-Construction, entretien et fonctionnement d’équipements sportifs (Centre aquatique) et d’équipements de l’enseignement pré-élémentaire et élémentaire d’intérêt communautaire ; 
-Action sociale d’intérêt communautaire ; 
-Création et gestion de la Maison France Services à Châteaulin ; 
-Création et gestion de la Maison de Santé Pluridisciplinaire de Pleyben ;
-Contribution au déploiement des réseaux à très haut débit ; 
-Autorité organisatrice de la mobilité (2021) ; 
-Création, entretien et balisage des sentiers de randonnées.

## Histoire
La communauté de communes du Bassin de Châteaulin (CCBC) a été créée en janvier 1994 et regroupait onze communes. Ce nombre passe à 13 en 1995 puis descend à 9 en 1999 – les communes du canton de Pleyben quittant l'intercommunalité – et enfin à 7 l'année suivante après le départ de Pont-de-Buis-lès-Quimerc'h et Saint-Ségal qui ne souhaitaient pas adhérer au pays de Cornouaille.
Le 1er janvier 2002, la CCBC fusionne avec la communauté de communes du Porzay-Ménez-Hom.
De 2002 à 2016, la Communauté de communes du Pays de Châteaulin et du Porzay associe les 11 communes du territoire afin d'élaborer un projet commun de développement et d'aménagement de l'espace. En 2017, Quéménéven décide de se retirer pour se tourner vers Quimper Bretagne occidentale.
Le 1er janvier 2017, l'intercommunalité fusionne avec la communauté de communes de la Région de Pleyben et la commune de Saint-Ségal (venant de la Communauté de communes de la presqu'île de Crozon) pour former la communauté de communes de Pleyben-Châteaulin-Porzay.

## Territoire communautaire

### Composition
La communauté de communes regroupait 11 communes :
| Nom                | Code Insee | Gentilé          | Superficie (km2) | Population (dernière pop. légale) | Densité (hab./km2) |
| ------------------ | ---------- | ---------------- | ---------------- | --------------------------------- | ------------------ |
| Châteaulin (siège) | 29026      | Châteaulinois    | 20,81            | 5 173 (2014)                      | 249                |
| Cast               | 29025      | Castois          | 37,66            | 1 650 (2014)                      | 44                 |
| Dinéault           | 29044      | Dinéaulais       | 45,96            | 2 025 (2014)                      | 44                 |
| Ploéven            | 29166      | Ploévinois       | 13,11            | 530 (2014)                        | 40                 |
| Plomodiern         | 29172      | Plomodiernais    | 46,74            | 2 101 (2014)                      | 45                 |
| Plonévez-Porzay    | 29176      | Plonévéziens     | 29,23            | 1 794 (2014)                      | 61                 |
| Port-Launay        | 29222      | Port-Launistes   | 2,00             | 390 (2014)                        | 195                |
| Quéménéven         | 29229      | Quéménévinois    | 28,21            | 1 130 (2014)                      | 40                 |
| Saint-Coulitz      | 29243      | Saint-Couliziens | 11,22            | 422 (2014)                        | 38                 |
| Saint-Nic          | 29256      | Saint-Nicais     | 18,03            | 765 (2014)                        | 42                 |
| Trégarvan          | 29289      | Trégarvanais     | 9,68             | 145 (2014)                        | 15                 |

Au 1er janvier 2017, la commune de Quéménéven quitte cette communauté de communes pour rejoindre Quimper Bretagne occidentale.

## Administration

### Siège
Le siège de la communauté de communes était à Châteaulin, 33 quai Robert Alba.

### Élus
|     | Attributions                                    | Identité               | Qualité                |
| --- | ----------------------------------------------- | ---------------------- | ---------------------- |
| 1er | Aménagement de l'espace                         | Jacques Gouérou        | Maire de Cast          |
| 2e  | Développement économique                        | Yolande Boyer          | Maire de Châteaulin    |
| 3e  | Protection et mise en valeur de l'environnement | Michel Cadiou          | Maire de Dinéault      |
| 4e  | Finances                                        | Bernard Crouan         | Maire de Quéménéven    |
| 5e  | Cadre de vie                                    | Denise Kervévant       | Maire de Saint-Coulitz |
| 6e  | Logement                                        | Frédérick Morley-Pegge | Maire de Trégarvan     |

### Liste des présidents
| Période                                                   | Période                  | Identité        | Étiquette | Qualité |
| --------------------------------------------------------- | ------------------------ | --------------- | --------- | --- |
| Communauté de communes du Bassin de Châteaulin            |                          |                 |           | |
| janvier 1994                                              | septembre 1995           | Hervé Tinevez   | RPR       | Vétérinaire Maire de Châteaulin (1983 → 1995)                                                                                   |
| septembre 1995                                            | janvier 2000 (démission) | Kofi Yamgnane   | PS        | Ingénieur Maire de Saint-Coulitz (1989 → 2001) Député du Finistère (1997 → 2002) Conseiller général de Châteaulin (1994 → 2008) |
| janvier 2000                                              | décembre 2001            | Émile L'Haridon | PS        | Enseignant Maire de Port-Launay (1989 → 2004)                                                                                   |
| Communauté de communes du Pays de Châteaulin et du Porzay |                          |                 |           | |
| janvier 2002                                              | avril 2008               | Bernard Crouan  |           | Conseiller technique Maire de Quéménéven (1995 → 2008)                                                                          |
| avril 2008                                                | avril 2014               | Claude Bellin   | DVD       | Ingénieur retraité Maire de Plomodiern (1983 → 2020)                                                                            |
| avril 2014                                                | décembre 2016            | Gaëlle Nicolas  | UMP-LR    | Avocate Maire de Châteaulin (2008 → ) Conseillère régionale de Bretagne (2010 → )                                               |